# Pulvinaria ferrisi
Pulvinaria ferrisi är en insektsart som beskrevs av Syed Irtifaq Ali 1971. Pulvinaria ferrisi ingår i släktet Pulvinaria och familjen skålsköldlöss. Inga underarter finns listade i Catalogue of Life.